# 皮卡鱼
皮卡鱼（英语：Pikafish）是一个基于国际象棋引擎Stockfish的开源象棋引擎，可分析象棋局面并提供最優走法和評估，使用UCI协议和用户界面进行通信，并采用NNUE（高效可更新神经网络）进行评估，于2022年8月发布第一个版本。皮卡鱼支持Windows、Linux等多种操作系统，提供多种指令集，亦提供網頁版。

## 歷史
皮卡魚的起源可以追溯至其PikaCat++開源的皮卡喵象棋。2022年6月，PikaCat++將Fairy-Stockfish的NNUE移植進皮卡喵象棋后，體驗到了NNUE評估相較於傳統評估的顯著優勢。7月，PikaCat++與Vincentzyx等人合作，對Fairy-Stockfish進行修改並訓練網路，以更好地適應中國象棋，並為Fairy-Stockfish提供了幾個最佳NNUE網路文件。
在與Fairy-Stockfish的作者Fabian Fichter交談后，Fabian建議從Stockfish這一高效的引擎，而不是從Fairy-Stockfish這種複雜龐大的引擎開始修改。PikaCat++於是對Stockfish進行分叉，並花費了3個星期將其修改為中國象棋引擎，于同年8月28日發佈了皮卡魚的第一個版本。皮卡魚的名字源於“皮卡喵”+“鱈魚”。

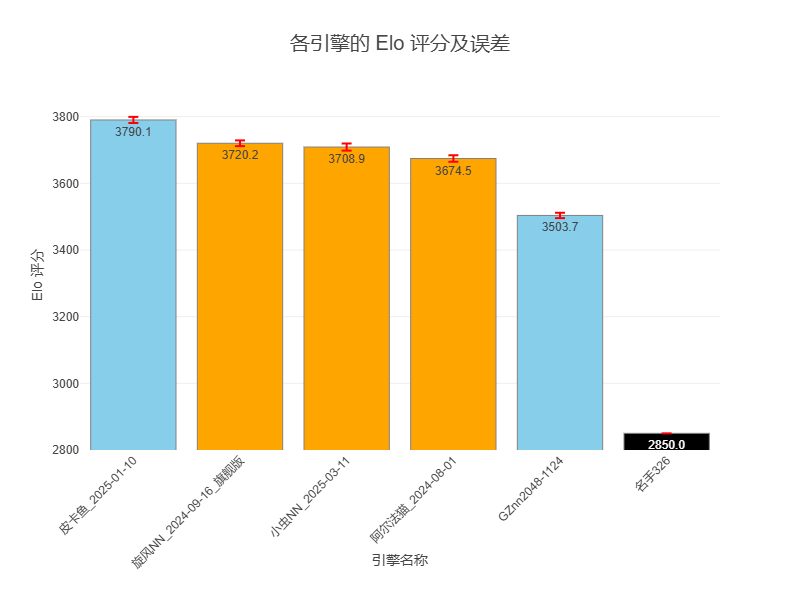
截至2025年3月，中国象棋强引擎的Elo评分（以名手326为基准，橙色为商业引擎）

## 應用
皮卡鱼被广泛应用于多种中国象棋平台和软件。2022年10月，開發者賀照云开源了使用皮卡魚引擎的棋路Lite，並使用GPLv3作爲授權條款。2023年，Xiangqi.com（相弈象棋）開始在人機對弈中使用皮卡魚。象棋巫师亦提供了将皮卡鱼原有的UCI转换成UCCI协议的程序以便在象棋巫师中使用该引擎。